# 217603 Grove Creek
217603 Grove Creek este un asteroid din centura principală de asteroizi.

## Descriere
217603 Grove Creek este un asteroid din centura principală de asteroizi. A fost descoperit pe 9 mai 2008 la Grove Creek de Fabrizio Tozzi. Asteroidul prezintă o orbită caracterizată de o semiaxă mare de 3,13 ua, o excentricitate de 0,12 și o înclinație de 16,3° în raport cu ecliptica.